# Trichopelma laselva
Trichopelma laselva är en spindelart som beskrevs av Valerio 1986. Trichopelma laselva ingår i släktet Trichopelma och familjen Barychelidae.
Artens utbredningsområde är Costa Rica. Inga underarter finns listade i Catalogue of Life.